# Colonia la Frontera Aguacatillo
Colonia la Frontera Aguacatillo är en ort i Mexiko.   Den ligger i kommunen Acapulco de Juárez och delstaten Guerrero, i den södra delen av landet, 280 km söder om huvudstaden Mexico City. Colonia la Frontera Aguacatillo ligger 77 meter över havet och antalet invånare är 851.
Terrängen runt Colonia la Frontera Aguacatillo är huvudsakligen kuperad, men söderut är den platt. Colonia la Frontera Aguacatillo ligger nere i en dal. Runt Colonia la Frontera Aguacatillo är det tätbefolkat, med 397 invånare per kvadratkilometer. Närmaste större samhälle är Acapulco, 14,0 km sydväst om Colonia la Frontera Aguacatillo. I omgivningarna runt Colonia la Frontera Aguacatillo växer huvudsakligen savannskog.